# Iwan Bjeljajew
Iwan Pawlowytsch Bjeljajew (ukrainisch Іван Павлович Бєляєв, russisch Иван Павлович Беляев Iwan Pawlowitsch Beljajew; englische Transkription: Ivan Pavlovich Belyayev; * 8. Februar 1935 in Charkiw) ist ein ehemaliger ukrainischer Leichtathlet, der für die Sowjetunion antrat. Er wurde 1964 Olympiadritter im 3000-Meter-Hindernislauf.
Bjeljajew gewann bei den sowjetischen Meisterschaften 1964 den Hindernislauf in 8:35,4 min mit zwei Zehntelsekunden Vorsprung auf drei weitere Läufer. Mit diesem Erfolg qualifizierte er sich für die sowjetische Mannschaft bei den Olympischen Spielen in Tokio. Dort belegte er im ersten Vorlauf in 8:42,0 min hinter dem Portugiesen Manuel de Oliveira den zweiten Platz; im zweiten Vorlauf verbesserte der Brite Maurice Herriott den olympischen Rekord auf 8:33,0 min, Bjeljajews litauischer Mannschaftskamerad Adolfas Aleksejūnas unterbot im dritten Vorlauf in 8:31,8 min Herriotts Rekord. Im Finale bestimmte der belgische Weltrekordler Gaston Roelants von Beginn an das Geschehen und löste sich frühzeitig vom Rest des Feldes. Roelants siegte in 8:30,8 min vor Herriott und Bjeljajew, der in 8:33,8 min Bronze vor Oliveira gewann.
1965 stellte Bjeljajew seine persönliche Bestleistung von 8:29,6 min auf, bei den sowjetischen Meisterschaften belegte er aber in 8:50,4 min nur den vierten Platz. 1967 war er noch einmal Meisterschaftsdritter. Bei einer Körpergröße von 1,78 m betrug sein Wettkampfgewicht 67 kg. Bjeljajew startete für Avangard Dnipropetrowsk.